# كشتوار
كشتوار رمزها «KW» ، هو تقسيم إداري لدولة الهند تتبع ولاية جامو وكشمير، مركزها هو مدينة كشتوار عدد سكانها حسب تعداد سنة 2001 هو 190,843 ، مساحتها 231,037 كم² وكثافة السكان 1848 لكل كم² .